# Jeanne Vandervelde-Beeckman
Jeanne Augusta Félicienne Vandervelde - Beeckman (Buenos Aires, 8 december 1891 - Lausanne, 20 april 1963) was een Belgisch senator.

## Levensloop
Beeckman was een dochter van de jurist Théophile Beeckman en van de feministische journaliste Lily Pousset. Ze promoveerde aan de ULB tot doctor in de geneeskunde (1914) en in de hygiëne (1921). Ze werd arts aan het Sint-Pietersziekenhuis in Brussel (1914-1923), voor de gevangenis van Vorst (1921-1949) en voor de warenhuizen Au Bon Marché.
Ze trouwde met dokter J. Thysebaert, van wie ze scheidde. Ze werd in 1927 de tweede echtgenote van Emile Vandervelde en werd actief binnen de Belgische Werkliedenpartij. Vijfentwintig jaar jonger dan haar man, was ze zijn trouwe assistente, vooral in zijn laatste levensjaren, toen hij doof werd. In 1936 werd ze kabinetschef van Vandervelde, toen hij Minister van Openbare Gezondheid was in de regering-Paul Van Zeeland.
In 1944 werd ze gemeenteraadslid van Brussel en in 1948 werd ze BSP-senator voor het arrondissement Brussel en vervulde dit mandaat tot aan haar dood.
Ze was een actieve feministe en daarnaast actief in de Belgische Liga voor Mensenrechten. Ze was betrokken bij de hulpverlening aan slachtoffers van de Spaanse Burgeroorlog en van de nazi's.